# Ryan García
Pour les articles homonymes, voir García.
Ryan García, né le 8 août 1998 à Victorville (Californie), est un boxeur américain. Surnommé The Flash, il détient le titre intérimaire WBC dans la catégorie des poids légers de janvier à mai 2021.

## Carrière amateur
Ryan García commence la boxe à l'âge de sept ans. Devenu 15 fois champion national, il termine sa carrière amateur avec un bilan de 215 victoires et 15 défaites.

## Carrière professionnelle

### Débuts
Le 9 juin 2016, Ryan García fait ses débuts en boxe professionnelle face au Mexicain Edgar Meza à Tijuana, en Basse-Californie, et remporte le combat par KO technique. Deux semaines plus tard, il bat au même endroit Hector García également par KO technique tout comme Luis Lozano et Cristian Jesus Cruz durant le même mois, cette fois par décision aux points unanime. Ryan García poursuit sa carrière aux États-Unis et affronte durant le mois d'après le Portoricain Jonathan Cruz à Los Angeles, en Californie. Il remporte le combat par KO technique au second round puis enchaîne plusieurs victoires face à Mario Aguirre, José Antonio Martínez, Devon Jonnes, Tyrone Luckey et Mario Macias par KO.

### Champion WBC-NABF des poids super-plumes
Le 15 septembre 2017, il affronte le Mexicain Miguel Carrizoza à Paradise, dans le Nevada, et remporte le combat par KO. À cette occasion, il s'empare de la ceinture North American Boxing Federation (NABF) vacante de la catégorie des poids super-plumes. Il la conserve le 2 novembre 2017 aux dépens de l'Américain César Alan Valenzuela à Tucson, en Arizona, par KO technique au troisième round tout comme contre Fernando Vargas Parra à Indio, en Californie, qu'il bat par KO le 22 mars 2018.

### Champion WBC-NABF et WBO-NABO des poids super-plumes
Le 4 mai 2018, García bat aux points par décision unanime le Portoricain Jayson Vélez à Carson, en Californie,, et remporte le titre NABF vacant ainsi que le titre North American Boxing Organization (NABO) de la catégorie des poids super-plumes. Le 1er septembre 2018, il domine aux points par décision majoritaire le Mexicain Carlos Morales à Indio, ; le 15 décembre 2018, le Dominicain Braulio Rodriguez à New York qu'il bat par KO, et le 30 mars 2019 le Portoricain Jose Lopez, toujours à Indio, par KO technique,.

### Champion WBO-NABO et WBC Silver des poids légers
Le 2 novembre 2019, il est opposé au Philippin Romero Duno à Paradise dans le premier combat de sa carrière prévu en 12 rounds. Il met KO son adversaire dès le premier round, et s'empare des titres NABO et WBC Silver de la catégorie des poids légers. Le 14 février 2020, il combat le Nicaraguayen Francisco Fonseca à Anaheim et conserve le titre WBC Silver à nouveau par KO au premier round,.

### Champion WBC par intérim des poids légers
Le 2 janvier 2021, Ryan García affronte le Britannique Luke Campbell à Dallas, au Texas, et remporte le combat par KO technique,, devenant ainsi champion WBC intérimaire de la catégorie des poids légers. Le 9 avril 2022, il bat aux points par décision unanime le Ghanéen Emmanuel Tagoe à San Antonio, au Texas,, puis le 16 juillet 2022 le Dominicain Javier Fortuna à Los Angeles par KO,,.

### Combats sans titre

#### Ryan García vs. Gervonta Davis
Le 24 février 2023, l'affrontement entre Ryan García et Gervonta Davis est officiellement annoncé. Le combat aura lieu le 22 avril 2023 à la T-Mobile Arena de Las Vegas, dans le Nevada. Le combat sera un évènement pay-per-view (PPV) conjoint entre Showtime et DAZN.
Le 22 avril 2023, Ryan García affronte donc l'Américain Gervonta Davis. Après une première reprise assez maîtrisée et dominée, Ryan García commence la deuxième reprise de manière agressive. Durant celle-ci, il est envoyé au tapis à la suite d'un violent coup de poing gauche puis se relève et repart au combat. Durant la septième reprise, il est touché au foie à la suite d'un coup de poing au corps et pose un genou à terre. L'arbitre décompte mais Ryan García ne peut pas reprendre le combat. Il s'incline donc par KO, cette défaite étant la première de sa carrière professionnelle,,,.

#### Ryan García vs. Oscar Duarte
Le 2 décembre 2023, Ryan García reprend la compétition face au Mexicain Oscar Duarte. Le combat a lieu au Toyota Center de Houston, au Texas. Huit mois après sa terrible désillusion face à son compatriote Gervonta Davis, il est opposé à un combattant crédité de 25 victoires à son actif pour seulement une seule défaite. Ryan García remporte le combat par KO lors de la huitième reprise après avoir effectué une combinaison en fin de round, rendant Oscar Duarte incapable de battre le compte de l'arbitre,,. Il s'agit là de sa 24e victoire professionnelle en carrière sur 25 combats disputés, et également de sa 20e victoire par KO. Il relance donc brillamment sa carrière et annonce vouloir affronter Rolly Romero.

#### Ryan García vs. Devin Haney
Le 9 février 2024, il est annoncé que Ryan García affrontera l'Américain Devin Haney le 20 avril 2024 à Las Vegas, dans le Nevada, pour le titre WBC des poids super-légers. Deux jours avant le combat, Ryan García accepte de parier avec Devin Haney qu'il paierait 500 000 dollars pour chaque kilo de plus que la limite s'il manquait le poids. Pesé à 65 kilos, soit 1,4 kilos de plus que la limite du championnat, Ryan García a dû renoncer à 600 000 dollars de sa bourse au profit de son compatriote. Il est déclaré inéligible pour remporter le titre.
Après avoir envoyé Devin Haney au tapis lors des 7e, 10e et 11e reprises, Ryan García remporte le combat par décision majoritaire (114-110, 115-109, 112-112),,. Il avait parié 2 millions de dollars sur sa propre victoire,. Le 1er mai 2024, la Voluntary Anti-Doping Association (VADA) informe toutes les parties concernées que Ryan García a été contrôlé positif à l'ostarine, une drogue améliorant les performances, la veille et le jour de son combat contre Devin Haney,,. Ryan García réagit via les médias sociaux, niant les accusations et affirmant qu'il était prêt à se soumettre au contrôle antidopage,.

## Vie privée
Ryan García a trois sœurs appelées Demi, Sasha et Kayla. Il a également un frère, lui aussi boxeur professionnel, nommé Sean García. Ses parents, Henry et Lisa García, sont activement impliqués dans sa carrière de boxe au niveau amateur. Ils continuent de soutenir leur fils dans sa carrière professionnelle puisque son père reste l'un de ses formateurs et sa mère travaille en tant qu'assistante administrative personnelle pour des projets commerciaux. En mars 2019, alors en couple avec Catherine Gamez, Ryan García est devenu père pour la première fois avec la naissance d'une fille appelée Rylie. Ryan García est également chrétien.
Bien qu'étant Américain de naissance et de nationalité, il intègre souvent son héritage mexicain à travers sa personnalité. Il porte souvent les drapeaux des États-Unis et du Mexique sur le ring et porte fréquemment des couleurs rouge, blanche et bleue. Il a été entraîné par Eddy Reynoso, qui a entraîné également Canelo Álvarez et Óscar Valdez dans leur gymnase de San Diego, en Californie, d'octobre 2018 à février 2022. Il est actuellement entraîné par Joe Goosen.
En décembre 2022, Ryan García commence à s'entraîner au jiu-jitsu brésilien sous la direction de Rener Gracie.

## Publicités télévisées
En 2021, Ryan García signe un accord avec la boisson sportive Gatorade pour apparaître dans des publicités télévisées pour la marque, devenant ainsi le premier boxeur américain à apparaître dans une campagne Gatorade. Dans certaines publicités, il apparaît avec Damian Lillard, joueur de basket-ball évoluant en National Basketball Association (NBA).

## Palmarès professionnel
| Décision possible : KO • TKO (KO technique) • UD (décision aux points unanime) • MD (décision aux points majoritaire) • SD (décision aux points partagée) • D (match nul) • NC (sans décision) • RTD (abandon) |        |                       |      |         |                    |                                     |                                                                                                 |
| Résultat | Record | Adversaire            | Type | Round   | Date               | Lieu                                | Notes                                                                                           |
| Sans décision | 24-1-1 | Devin Haney           | NC   | 12 (12) | 20 avril 2024      | New York, États-Unis                | Le titre WBC des poids super-légers n'est pas en jeu car Ryan García n'a pas respecté la pesée. |
| Victoire | 24-1   | Oscar Duarte          | KO   | 8 (12)  | 2 décembre 2023    | Houston, Texas, États-Unis          |                                                                                                 |
| Défaite | 23-1   | Gervonta Davis        | KO   | 7 (12)  | 22 avril 2023      | Las Vegas, Nevada, États-Unis       |                                                                                                 |
| Victoire | 23-0   | Javier Fortuna        | KO   | 6 (12)  | 16 juillet 2022    | Los Angeles, Californie, États-Unis |                                                                                                 |
| Victoire | 22-0   | Emmanuel Tagoe        | UD   | 12 (12) | 9 avril 2022       | San Antonio, Texas, États-Unis      |                                                                                                 |
| Victoire | 21-0   | Luke Campbell         | TKO  | 7 (12)  | 2 janvier 2021     | Dallas, Texas, États-Unis           | Remporte le titre WBC intérimaire vacant des poids légers.                                      |
| Victoire | 20-0   | Francisco Fonseca     | KO   | 1 (12)  | 14 février 2020    | Anaheim, Californie, États-Unis     | Conserve le titre WBC Silver des poids légers.                                                  |
| Victoire | 19-0   | Romero Duno           | KO   | 1 (12)  | 2 novembre 2019    | Paradise, Nevada, États-Unis        | Remporte les titres WBO-NABO et le titre WBC Silver vacant des poids légers.                    |
| Victoire | 18-0   | Jose Lopez            | TKO  | 2 (10)  | 30 mars 2019       | Indio, Californie, États-Unis       |                                                                                                 |
| Victoire | 17-0   | Braulio Rodriguez     | KO   | 5 (10)  | 15 décembre 2018   | New York, États-Unis                |                                                                                                 |
| Victoire | 16-0   | Carlos Morales        | MD   | 10      | 1er septembre 2018 | Indio, Californie, États-Unis       |                                                                                                 |
| Victoire | 15-0   | Jayson Vélez          | UD   | 10      | 4 mai 2018         | Carson, Californie, États-Unis      | Remporte les titres WBC-NABF vacants et WBO-NABO des poids super-plumes.                        |
| Victoire | 14-0   | Fernando Vargas Parra | KO   | 1 (10)  | 22 mars 2018       | Indio, Californie, États-Unis       | Conserve les titres WBC-NABF des poids super-plumes juniors.                                    |
| Victoire | 13-0   | Noe Martinez Raygoza  | TKO  | 8 (8)   | 16 décembre 2017   | Laval, Québec, Canada               |                                                                                                 |
| Victoire | 12-0   | Cesar Alan Valenzuela | TKO  | 3 (8)   | 2 novembre 2017    | Tucson, Arizona, États-Unis         | Conserve les titres WBC-NABF des poids super-plumes juniors.                                    |
| Victoire | 11-0   | Miguel Carrizoza      | KO   | 1 (8)   | 15 septembre 2017  | Paradise, Nevada, États-Unis        | Remporte les titres WBC-NABF vacants des poids super-plumes juniors.                            |
| Victoire | 10-0   | Mario Macias          | KO   | 1 (4)   | 15 juillet 2017    | Inglewood, Californie, États-Unis   |                                                                                                 |
| Victoire | 9-0    | Tyrone Luckey         | KO   | 2 (6)   | 6 mai 2017         | Paradise, Nevada, États-Unis        |                                                                                                 |
| Victoire | 8-0    | Devon Jonnes          | KO   | 2 (6)   | 3 février 2017     | Los Angeles, Californie, États-Unis |                                                                                                 |
| Victoire | 7-0    | José Antonio Martínez | KO   | 2 (6)   | 17 décembre 2016   | Inglewood, Californie, États-Unis   |                                                                                                 |
| Victoire | 6-0    | Mario Aguirre         | RTD  | 2 (4)   | 14 octobre 2016    | Studio City, Californie, États-Unis |                                                                                                 |
| Victoire | 5-0    | Jonathan Cruz         | TKO  | 2 (4)   | 17 août 2016       | Los Angeles, Californie, États-Unis |                                                                                                 |
| Victoire | 4-0    | Cristian Jesus Cruz   | UD   | 4       | 27 juillet 2016    | Tijuana, Basse-Californie, Mexique  |                                                                                                 |
| Victoire | 3-0    | Luis Lozano           | TKO  | 1 (4)   | 7 juillet 2016     | Tijuana, Basse-Californie, Mexique  |                                                                                                 |
| Victoire | 2-0    | Hector García         | TKO  | 1 (4)   | 24 juin 2016       | Tijuana, Basse-Californie, Mexique  |                                                                                                 |
| Victoire | 1-0    | Edgar Meza            | TKO  | 1 (4)   | 9 juin 2016        | Tijuana, Basse-Californie, Mexique  |                                                                                                 |